# Партене (округ)
Партене (фр. Parthenay) — округ (фр. Arrondissement) во Франции, один из округов в регионе Пуату — Шаранта. Департамент округа — Дё-Севр. Супрефектура — Партене.
Население округа на 2006 год составляло 63 230 человек. Плотность населения составляет 40 чел./км². Площадь округа составляет всего 1585 км².